# La famiglia Mezil
La famiglia Mezil (in magiaro Mézga család) è una serie televisiva a cartoni animati, prodotta dal 1968 al 1979 e trasmessa dalla televisione ungherese dal 1970 al 1980.
Scritta da József Romhányi e József Nepp, diretta da quest'ultimo e da altri registi, con le musiche di Tamás Deák, la serie è stata prodotta dal Pannónia Filmstúdió di Budapest.
È stata esportata con successo anche in Italia, Francia, Germania, Brasile e nell'allora Cecoslovacchia.

## Trama
La serie costruisce sulla vita di una comunissima famiglia ungherese un'escalation di improbabili avventure, con la trovata originale di inserire i Mezil in un contesto fantascientifico, tramite alcuni felici espedienti: in particolare quello di attribuire al piccolo Aladár geniali capacità da inventore.
La famiglia Mezil si compone di tre stagioni di 13 episodi l'una, presentate però come tre serie indipendenti ognuna con il proprio titolo. Sono state prodotte rispettivamente tra il 1968 e il 1969, nel 1972 e tra il 1978 e il 1979.

### Prima stagione
I Mezil entrano in contatto con un lontanissimo discendente che ha 125 anni e vive nel futuro e che invia alla famiglia incredibili marchingegni. Il figlio Aladár infatti riesce a costruire una radio con cui contattare il XXX secolo e parlare con Em Zi Tren (= Mezil 30, nella versione ungherese MZ/X), il quale parla una lingua contratta (l'"újmagyar nyelv", letteralmente neomagiaro), si dice discendente dei Mezil e aiuta il nonno decubo Sandor inviandogli dei ritrovati tecnici comuni nella sua epoca. Gli oggetti inviati da Em Zi Tren hanno in teoria lo scopo di semplificare la vita del Mezil ma finiscono sempre con il complicarla.

### Seconda stagione
Aladár costruisce un'astronave gonfiabile, all'insaputa dei familiari, con la quale parte con il cane Fofi e intraprende viaggi spaziali verso pianeti ignoti nei quali finisce invariabilmente in problemi che deve poi risolvere. In questa serie i familiari sono di fatto comprimari ed i protagonisti sono Aladár e Fofi, il quale non solo sa parlare ma è anche un avido lettore di libri che talvolta porta con sé nelle avventure.

### Terza stagione
A differenza delle altre, questa stagione presenta un unico arco narrativo. I Mezil ricevono un invito da un vecchio amico di Paula per una vacanza in Australia. L'invito comprende un biglietto in più che i Mezil rivendono all'antipatico, ma poliglotta, vicino Maris. I sei (i Mezil, Maris e il gatto Grinfia: Fofi è assente in questa serie) partono quindi in aereo, ma una volta scesi scoprono di essere stati vittime di una truffa: il vecchio spasimante di Paula, spacciatosi per ricchissimo uomo d'affari, è uno squattrinato e ha pagato i loro biglietti con denaro falso. Nel tentativo di tornare a casa si ritroveranno ad affrontare un avventuroso giro del mondo e scopriranno pian piano che costui in realtà è un truffatore che non esita a lasciare dietro di sé pericolosi criminali, ingannati a loro volta, che se la prendono con i Mezil quando questi vengono a chiedere notizie di Steve. Nell'ultimo episodio la famiglia torna finalmente a casa per scoprire che l'uomo ha vissuto lì per tutto il tempo in cui gli sventurati hanno affrontato guai di ogni genere. Anche questa volta non lo incontreranno (Steve non viene mai mostrato in nessun episodio) ma troveranno solo un biglietto di ringraziamento da parte sua per "l'ospitalità" ricevuta. E anche questa volta, come nel finale di ogni episodio di questa stagione, Paula si lamenta con il marito che avrebbe fatto meglio a sposare qualcun altro.

### Quarta stagione (cancellata)
Nel 2005 il Pannónia Filmstúdió iniziò la realizzazione di una nuova stagione della serie dal titolo Mézga család és az ámítógép 
(scritto anche come Mézga család és a (sz)ámítógép), in cui la famiglia Mezil avrebbe affrontato le difficoltà dell'informatica. Erano previsti 13 episodi di circa 10 minuti l'uno, a differenza dei 20-22 minuti degli episodi delle precedenti stagioni. Tuttavia a causa dei costi elevati e della difficoltà a trovare un distributore, la produzione fu interrotta dopo il completamento dei primi due episodi (Mézgáék a technikával ismerkednek - A kezdet e Végy egy gépet!). Il primo episodio era stato presentato a un festival ungherese il 3 giugno 2005, mentre entrambi furono caricati su YouTube nel 2017 (ma sono stati eliminati alcuni anni dopo).
Nello stesso periodo la famiglia Mezil comparve in alcuni spot pubblicitari ungheresi.

## Personaggi

### Sandor Mezil
Il capofamiglia Sandor (Mézga Géza) è il tipico impiegatuccio in perenne attesa di una promozione che non arriva mai, debole di polso e incapace di imporsi all'energica moglie Paula.

Nella prima stagione Sandor sfoga talvolta la sua frustrazione sul secondogenito Aladár, dal quale però dipende per la risoluzione dei problemi quotidiani e di quelli straordinari causati dalla sua imperizia nel maneggiare i ritrovati futuristici di cui viene in possesso. Nasce così un rapporto padre-figlio fatto ora di piccoli ricatti, ora di rivalse, ma più spesso di forzata complicità, ed emerge in esso anche un conflitto economico. Aladár, infatti, è costantemente in cerca di fondi per i suoi esperimenti, mentre Sandor è senza quattrini. Sandor è incapace, ma anche millantatore: volendo sempre ascriversi meriti non suoi, finisce immancabilmente per prendersi la colpa di tutto.

### Paula Mezil
Paula Mezil (Mézga Paula, nata Rezovits) è la vigorosa moglie di Sandor, sempre pronta a vessare il marito accusandolo di inettitudine. E poiché resta sempre coinvolta nelle disastrose trovate di questi, tocca a lei chiudere gli episodi della prima serie con l'immancabile tormentone, lamentandosi di non aver sposato il fantomatico Puffi Würstel (Hufnágel Pisti). Nell'ultimo episodio della prima serie, però, rivelerà che si trattava di un'invenzione per far ingelosire Sandor.

### Cristina Mezil
Cristina (Mézga Kriszta) è la figlia primogenita di Sandor e Paula, un'adolescente frivola che spesso manda il padre su tutte le furie alzando lo stereo a tutto volume, strimpellando una chitarra che non sa suonare o andando male a scuola o anche solo ridendo alle sue affermazioni. Naturalmente non va affatto d'accordo con il fratello minore. I due ragazzi per lo più si ignorano salvo entrare in battibecchi quando sono costretti a interagire.

### Aladár Mezil
Il giovane Aladár (Mézga Aladár) è il secondo figlio di Sandor e Paula. Perennemente chiuso nella sua camera-laboratorio (sulla cui porta campeggia un cartello con teschio sormontato dalle tibie incrociate e sovrastante la scritta Aladár), lavora di continuo alle proprie invenzioni. In tutte e tre le serie ricopre un ruolo importante: nella prima è il geniale inventore della radio che comunica con il futuro; nella seconda è il protagonista; e nella terza le sue trovate e la sua intelligenza giungono in aiuto quando il maldestro padre combina l'ennesimo guaio.

La famiglia per lo più lo ignora, il padre non gli dà soldi, e lui si arrangia come può: smonta gli oggetti che trova e ne ricava gli aggeggi più strani. Aladár è taciturno, paziente e assennato; ma anche, all'occorrenza, pronto alla ripicca verso un padre pasticcione che lo sfrutta negandogli fondi e meriti. Interessato solo al “progresso scientifico”, si autodefinisce fisico.

### Animali e personaggi minori
La famiglia ha due animali nelle prime due serie: il gatto Grinfia (Maffia), amato soprattutto da Cristina, e il cane Fofi (Blöki), assente nella terza serie.

Così come Grinfia è amato da Cristina, Fofi è invece più legato a Aladár. Nella prima serie gli fa addirittura da terra per i contatti radio con il futuro. Nella seconda serie è di fatto coprotagonista nei viaggi spaziali del ragazzo.

Altro personaggio di rilievo è il vicino Maris (Máris), professore di liceo insofferente e scontroso, presente in tutte e tre le serie. Nella terza serie scopriamo che è dottore in archeologia. Non si dimenticano poi lo zio Oscar, che parla sempre in rima, la zia Giulia e il direttore generale di Sandor, sebbene presenti solo saltuariamente nella prima serie: tutti ospiti dei disastrosi convivi dei Mezil.

Nell'ultima serie un personaggio ricorrente, anche se solo di nome, è il vecchio amico di infanzia di Paula, Steve Huffnagel.

## Episodi
| nº                                                                                          | Titolo originale      | Titolo italiano                  | Prima TV originale | Prima TV Italia |
| ------------------------------------------------------------------------------------------- | --------------------- | -------------------------------- | ------------------ | --------------- |
| Prima stagione: Messaggi dal futuro ("Üzenet a jövőből – A Mézga család különös kalandjai") |                       |                                  |                    |                 |
| 1                                                                                           | A táv szerviz         | Contatto con il futuro           | 11 gennaio 1970    | 10 giugno 1980  |
| 2                                                                                           | A csodabogyó          | La super pillola                 | 29 marzo 1970      | 11 giugno 1980  |
| 3                                                                                           | Autó-tortúra          | Un meccanico dello spazio        | 18 gennaio 1970    | 12 giugno 1980  |
| 4                                                                                           | Robotdirektor         | Che tempo fa?                    | 25 gennaio 1970    | 16 giugno 1980  |
| 5                                                                                           | Memumo                | Il domestico robot               | 22 marzo 1970      | 17 giugno 1980  |
| 6                                                                                           | Im-bolygó             | Week-end nello spazio            | 22 febbraio 1970   | 18 giugno 1980  |
| 7                                                                                           | Agy-gyanta            | Gli animali parlanti             | 1º marzo 1970      | 19 giugno 1980  |
| 8                                                                                           | Időkibővítő           | Avventura nel medioevo           | 15 marzo 1970      | 20 giugno 1980  |
| 9                                                                                           | Akerkiter             | Il mio volere è legge            | 15 febbraio 1970   | 23 giugno 1980  |
| 10                                                                                          | Góliát-fólia          | Un raccolto eccezionale          | 8 marzo 1970       | 24 giugno 1980  |
| 11                                                                                          | Láthatatlanok         | Il ragazzo invisibile            | 8 febbraio 1970    | 25 giugno 1980  |
| 12                                                                                          | Alfa-beat-a           | Alfa-beat                        | 1º febbraio 1970   | 26 giugno 1980  |
| 13                                                                                          | Mag-lak               | Una villa nucleare               | 5 aprile 1970      | 27 giugno 1980  |
| Seconda stagione: Le fantastiche avventure di Aladar ("Mézga Aladár különös kalandjai")     |                       |                                  |                    |                 |
| 1                                                                                           | Második dimenzió      | Il pianeta a due dimensioni      | 7 gennaio 1973     | 5 gennaio 1981  |
| 2                                                                                           | Mesebolygó            | Il pianeta delle favole          | 14 gennaio 1973    | 6 gennaio 1981  |
| 3                                                                                           | Dilibolygó            | Il pianeta folle                 | 4 febbraio 1973    | 7 gennaio 1981  |
| 4                                                                                           | Masinia               | Il pianeta delle macchine        | 21 gennaio 1973    | 8 gennaio 1981  |
| 5                                                                                           | Musicanta             | Il pianeta della musica          | 25 marzo 1973      | 9 gennaio 1981  |
| 6                                                                                           | Krimibolygó           | Il pianeta dei delitti           | 4 marzo 1973       | 10 gennaio 1981 |
| 7                                                                                           | Varia                 | Il pianeta della moda            | 18 marzo 1973      | 12 gennaio 1981 |
| 8                                                                                           | Rapidia               | Il pianeta rapido                | 28 gennaio 1973    | 13 gennaio 1981 |
| 9                                                                                           | Superbellum           | Il pianeta della guerra          | 18 febbraio 1973   | 14 gennaio 1981 |
| 10                                                                                          | Őskorban              | Il pianeta della preistoria      | 11 febbraio 1973   | 15 gennaio 1981 |
| 11                                                                                          | Luxuria               | Il pianeta dei desideri          | 25 febbraio 1973   | 16 gennaio 1982 |
| 12                                                                                          | Syrének bolygója      | Il pianeta delle sirene          | 11 marzo 1973      | 16 gennaio 1981 |
| 13                                                                                          | Anti-világ            | Il mondo alla rovescia           | 1º aprile 1973     | 17 gennaio 1981 |
| Terza stagione: Le vacanze della famiglia Mezil ("Vakáción a Mézga család")                 |                       |                                  |                    |                 |
| 1                                                                                           | Vakáció!              | Le vacanze                       | 15 giugno 1980     | 1982            |
| 2                                                                                           | Az ígéret földje      | La terra promessa                | 22 giugno 1980     | 1982            |
| 3                                                                                           | A jég hátán           | Sul ghiaccio                     | 29 giugno 1980     | 1982            |
| 4                                                                                           | A lakatlan sziget     | L'isola deserta                  | 6 luglio 1980      | 1982            |
| 5                                                                                           | Cseberből vederbe     | Scilla e Cariddi                 | 13 luglio 1980     | 1982            |
| 6                                                                                           | Az üvegszemű kapitány | Il capitano dall'occhio di vetro | 20 luglio 1980     | 1982            |
| 7                                                                                           | Púpos Bill hálójában  | La marioleria di Bill            | 27 luglio 1980     | 1982            |
| 8                                                                                           | Egymillió dollár      | Un milione di dollari            | 3 agosto 1980      | 1982            |
| 9                                                                                           | Élve eltemetve        | Sotterrato vivo                  | 10 agosto 1980     | 1982            |
| 10                                                                                          | Egy rossz húzás       | Un cattivo colpo                 | 17 agosto 1980     | 1982            |
| 11                                                                                          | A fekete arany        | L'oro nero                       | 24 agosto 1980     | 1982            |
| 12                                                                                          | Hamis barátok         | I falsi amici                    | 31 agosto 1980     | 1982            |
| 13                                                                                          | Végre otthon!         | Finalmente a casa                | 7 settembre 1980   | 1982            |

## Edizione italiana e doppiaggio
La serie fu distribuita in Italia dalla Pegaso Inter-Communication S.r.l.: le prime due stagioni vennero doppiate dalla Sinc Cinematografica e trasmesse su Rai 1 rispettivamente a giugno 1980 e a gennaio 1981. Dal 1982 esse vennero replicate prima su Italia 1 e poi sulle emittenti locali, e venne aggiunta la terza stagione, doppiata stavolta dalla Tony Fusaro & co. con un cast quasi del tutto diverso.
La versione italiana si caratterizza per l'adattamento dei nomi ungheresi: Mézga diventa Mezil, Géza Sandor, Kriszta Cristina, ecc. Mentre la prima messa in onda sulla Rai manteneva la sigla iniziale originale, seppure fortemente accorciata, nelle successive trasmissioni è stato sovrapposto sulla stessa videosigla il brano Guarda guarda che famiglia, scritto da Maurizio D'Adda e Franco Godi, eseguito dalla Fantomatic Band. La sigla finale rimase sempre quella originale per le prime due stagioni, mentre si utilizzò comunque Guarda guarda che famiglia per la terza serie.
Dal 2006 la serie è disponibile in DVD editi dalla Yamato Video.